# Свапа
Свапа — річка в Росії, в Курській і Орловській областях, права притока Сейму.
Загальна протяжність Свапи становить 197 км, з них на ділянці Михайлівка — Дмитрієв-Льговський — 35 км, Дмитрієв-Льговський — гирло Свапи — 65 км.
Від гирла річки до міста Курська проходить історична етнічна межі між суцільним проживанням росіян та українців. У 1918 році УНР наполягала на тому, щоби державний кордон з Росією проходив саме по цій річці.

## Походження назви
На думку Я. М. Розвадовського назва річки Свапи походить з іранського *sụ-ap- «добра вода», пор. авест. hvāpi-, з подальшою субституцією початкового приголосного в слов'янському або, швидше, балтському середовищі.
У Орловській області Свапа тече землею Троснянського району. 
У Курській області тече землями Понировського, Фатезького, Желєзногорського, Дмитрієвського, Конишевського, Хомутовського й Льговського районів.